# Vrije Partij van Luxemburg
De Vrije Partij van Luxemburg (Luxemburgs: Fräi Partei Lëtzebuerg), was een partij in het Groothertogdom Luxemburg.
De FPL werd in 2003 opgericht als nationalistische, uiterst rechtse en populistische partij. De oprichter van de partij, Jean Ersfeld, is een bekendheid in de noordelijke Luxemburgse regio Oesling. De Oesling is dunbevolkt en ligt redelijk afgezonderd.
De FPL deed met acht kandidaten mee aan de parlementsverkiezingen van 13 juni 2004. De partij verwierf alleen maar stemmen in het Kiesdistrict Nord (Oesling), maar de partij kreeg veel te weinig stemmen voor een zetel in de Kamer van Afgevaardigden.
Na de verkiezingen van 2004 werd de partij opgeheven.

## Verkiezingsresultaten2004
| Nord | 1916 | 0,9% | - |